# With Fear I Kiss the Burning Darkness
With Fear I Kiss the Burning Darkness — другий повноформатний альбом шведського гурту At the Gates, виданий 1993 року лейблом Peaceville Records. Продюсером цього релізу став Томас Скугсберг. 2003 року реліз було перевидано з додаванням трьох додаткових треків, що включали два записи з концертів гурту та демо-версію пісні The Architects. Як запрошений музикант участь у записі альбому брав вокаліст гурту Dismember Матті Керкі.
Над оформленням альбому працював шведський бойовий пілот, поет та композитор Оке Годелль. Його картина, що стала обкладинкою релізу, отримала назву «220 Volt Buddha». За словами вокаліста гурту Томаса Ліндберга цей артворк є його найулюбленішим серед усіх оформлень альбомів гурту. Гітарист Андерс Бйорлер зазначив, що «With Fear I Kiss the Burning Darkness» — найпохмуріший альбом гурту і його звучання дещо важче, ніж попередні роботи команди.

## Список пісень
| #   | Назва                          | Тривалість |
| --- | ------------------------------ | ---------- |
| 1.  | «Beyond Good and Evil»         | 2:42       |
| 2.  | «Raped by the Light of Christ» | 2:58       |
| 3.  | «The Break of Autumn»          | 4:59       |
| 4.  | «Non-Divine»                   | 4:44       |
| 5.  | «Primal Breath»                | 7:22       |
| 6.  | «The Architects»               | 3:30       |
| 7.  | «Stardrowned»                  | 4:02       |
| 8.  | «Blood of the Sunsets»         | 4:33       |
| 9.  | «The Burning Darkness»         | 2:16       |
| 10. | «Ever-Opening Flower»          | 4:59       |
| 11. | «Through the Red»              | 3:26       |

Фінальний трек містив прихований запис, кавер-версію пісні The Nightmare Continues гурту Discharge.
| Бонус-треки перевидання 2003 року | Бонус-треки перевидання 2003 року | Бонус-треки перевидання 2003 року |
| #                                 | Назва                             | Тривалість                        |
| --------------------------------- | --------------------------------- | --------------------------------- |
| 12.                               | «Neverwhere» (наживо)             |                                   |
| 13.                               | «Beyond Good and Evil» (наживо)   |                                   |
| 14.                               | «The Architects» (Демо-запис)     |                                   |

## Склад гурту
Учасники колективу
- Томас Ліндберг — вокал
- Альф Свенссон — гітара
- Андерс Бйорлер — гітара
- Юнас Бйорлер — бас-гітара
- Адріан Ерландссон — ударні

Запрошені музиканти
- Матті Керкі — вокал